# Santa Fé de Goiás

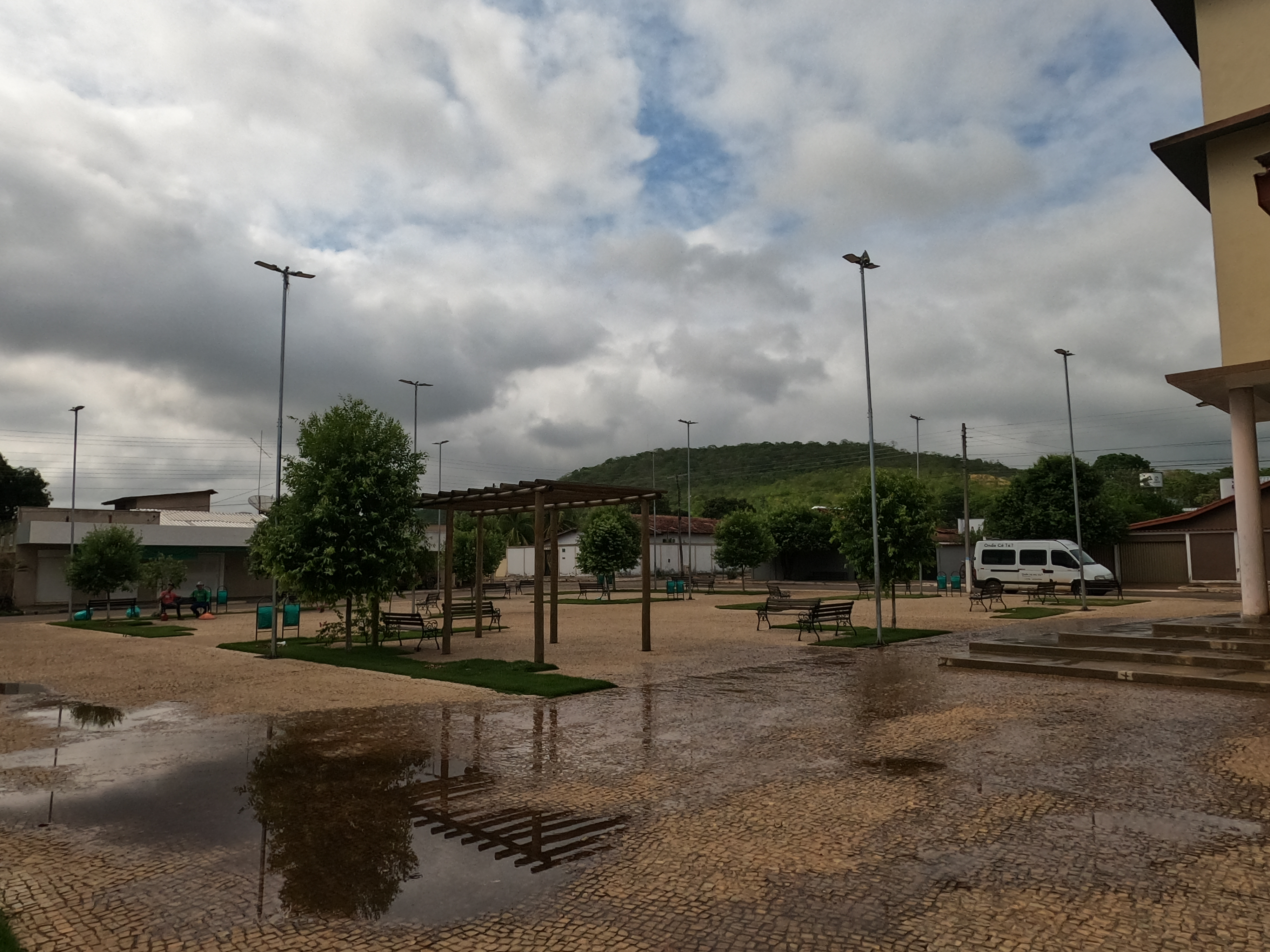
Praça da Igreja Matriz

Santa Fé de Goiás é um município brasileiro do interior do estado de Goiás, Região Centro-Oeste do país. Foi emancipado em 1º de junho de 1989. A cidade teve como primeiros habitantes o Sr. Manoel Neres e a Sr. Geralda Peixoto de Jesus, sendo os pioneiros da cidade. Sua população, segundo o IBGE é de 4.951 habitantes em 2022. O município localiza-se a 259 km da capital Goiânia no Vale do Araguaia no noroeste do estado.

## Formação administrativa
O distrito de Santa Fé (antigo povoado) foi criado pela Lei Municipal n.º 216, de 18-05-1957, e anexado ao município de Goiás. Através da Lei Estadual n.º 2.116, de 14-11-1958, os distritos de Jussara, Juscelândia, Santa Fé e São Sebastião do Rio Claro foram desmembrados do município de Goiás, formando o novo município de Jussara.
Através da Lei Estadual n.º 10.417, de 01-01-1988, o atual distrito de Santa Fé, do município de Jussara, foi transformado em município, recebendo o nome de Santa Fé de Goiás, e abrangendo também uma área do município de Britânia.
Na divisão territorial datada de 1º de junho de 1995, o município é composto pelo distrito sede, permanecendo dessa forma na divisão territorial de 2017.